# Хронологія світових рекордів з бігу на 400 метрів серед чоловіків
Світові рекорди з бігу на 400 метрів серед чоловіків фіксуються від заснування ІААФ з 1912 року. До 1975 року світові рекорди в цій дисципліні визнавались, якщо результат був зафіксований виключно ручним хронометражем. Впродовж 1975—1976 років правила змагань ІААФ передбачали можливість фіксації рекордних результатів як ручним, так і автоматичним хронометражем. Починаючи з 1977 року, рекорди фіксувались тоді, якщо час був зафіксований виключно автоматичним хронометражем.

## Ручний хронометраж
| Час  | Атлет           | Місто              | Дата       |
| ---- | --------------- | ------------------ | ---------- |
| 48,2 | Чарльз Рейдпат  | Стокгольм          | 13.07.1912 |
| 47,6 | Ерік Лідделл    | Коломб             | 11.07.1924 |
| 47,0 | Емерсон Спенсер | Стенфорд           | 12.05.1928 |
| 46,2 | Білл Карр       | Лос-Анджелес       | 05.08.1932 |
| 46,1 | Арчі Вільямс    | Чикаго             | 19.06.1936 |
| 46,0 | Рудольф Гарбіг  | Франкфурт-на-Майні | 12.08.1939 |
| 46,0 | Гровер Клеммер  | Філадельфія        | 29.06.1941 |
| 45,9 | Герб Мак-Кенлі  | Мілвокі            | 02.07.1948 |
| 45,8 | Джордж Роден    | Ескільстуна        | 22.08.1950 |
| 45,4 | Лу Джонс        | Мехіко             | 18.03.1955 |
| 45,2 | Лу Джонс (2)    | Лос-Анджелес       | 30.06.1956 |
| 44,9 | Отіс Девіс      | Рим                | 06.09.1960 |
| 44,9 | Карл Кауфманн   | Рим                | 06.09.1960 |
| 44,9 | Майк Ларрабі    | Лос-Анджелес       | 12.09.1964 |
| 44,5 | Томмі Сміт      | Сан Хосе           | 20.05.1967 |
| 44,1 | Ларрі Джеймс    | Ехо-Самміт         | 14.09.1968 |
| 43,8 | Лі Еванс        | Мехіко             | 18.10.1968 |

## Автоматичний хронометраж
| Час   | Атлет            | Місто          | Дата       |
| ----- | ---------------- | -------------- | ---------- |
| 43,86 | Лі Еванс         | Мехіко         | 18.10.1968 |
| 43,29 | Батч Рейнольдс   | Цюрих          | 17.08.1988 |
| 43,18 | Майкл Джонсон    | Севілья        | 26.08.1999 |
| 43,03 | Вайде ван Нікерк | Ріо-де-Жанейро | 14.08.2016 |

## Фото
|                |
| Чарльз Рейдпат |

|                 |
| Емерсон Спенсер |

|           |
| Білл Карр |

|              |
| Арчі Вільямс |

|                |
| Рудольф Харбіг |

|                |
| Гровер Клеммер |

|               |
| Герб Маккенлі |

|              |
| Джордж Роден |

|          |
| Лу Джонс |

|            |
| Отіс Девіс |

|               |
| Карл Кауфманн |

|              |
| Майк Ларрабі |

|            |
| Томмі Сміт |

|              |
| Ларрі Джеймс |

|          |
| Лі Еванс |

|                |
| Батч Рейнольдс |

|               |
| Майкл Джонсон |

|                  |
| Вайде ван Нікерк |